# 列托尔
列托尔，是西班牙卡斯蒂利亚-拉曼恰自治区阿尔瓦塞特省的一个市镇。 总面积312km²，2001年普查人口總數為1597人，人口密度為每平方公里5人。